# Łaska i Pokój
Łaska i Pokój – wydawane w okresie międzywojennym, a następnie od 1982 przez Kościół Wolnych Chrześcijan w RP czasopismo religijne.
Periodyk powstał w 1925 jako publikacja Zrzeszenia Zwolenników Nauki Pierwotnych Chrześcijan. Jego redaktorem został ówczesny przewodniczący tego zrzeszenia Karol Wowra. Czasopismo ukazywało się do 1928, po czym nastąpiła przerwa w wydawaniu do 1939, kiedy ukazały się 3 numery pod redakcją Józefa Mrózka juniora. Publikowanie wznowionego periodyku przerwał wybuch II wojny światowej.
Po II wojnie światowej czasopismo „Łaska i Pokój” zaczęło się ukazywać dopiero w 1982 po opuszczeniu przez braci plymuckich (wolnych chrześcijan) Zjednoczonego Kościoła Ewangelicznego i utworzeniu przez nich Kościoła Wolnych Chrześcijan w PRL. Wśród jego redaktorów znalazł się Józef Mrózek jr..
Od 1998 r. czasopismo ukazuje się w cyklu kwartalnym. Jego redaktorem w latach 1997-2023 był Jerzy Karzełek.